# Edmond Malone
Pour les articles homonymes, voir Malone.
Edmond Malone (Dublin, Irlande, 4 octobre 1741 – Londres, Royaume-Uni, 25 avril 1812 ) est un érudit shakespearien et un directeur de publication ; il est le premier à avoir tenté d'établir une chronologie de l'œuvre de Shakespeare et à écrire une biographie littéraire de cet auteur. On trouve parfois son prénom écrit Edmund.

## Biographie
Edmond Malone est né à Dublin en 1741 ; il est le fils de Edmond Malone, membre de la Chambre des communes irlandaise, et juge de la Cour des plaids-communs irlandaise. Il reçut son éducation au Trinity College (Dublin).
Le décès de son père en 1774 lui permet de toucher un revenu et il part s'installer à Londres en 1777, après avoir pratiqué en Irlande comme journaliste et dans le domaine du droit. Il fréquente les cercles littéraires et artistiques, voit régulièrement Samuel Johnson (auteur et critique littéraire), et aide James Boswell (écrivain et avocat) dans la relecture de The life of Samuel Johnson (« La vie de Samuel Johnson »). Il rencontre également Horace Walpole, Oliver Goldsmith, James Caulfeild, Thomas Percy, les hommes d'État Edmund Burke et George Canning avec qui il travaille et Joshua Reynolds, dont il collectionne les œuvres ; le portait de Edmond Malone par Joshua Reynolds appartient aujourd'hui au National Portrait Gallery du Royaume-Uni. Après la mort de Reynolds, Malone publie une collection posthume de son œuvre (1798) ainsi qu'un mémoire.
Encouragé par Caulfeild et George Steevens, Malone se consacre à l'étude de la chronologie shakespearienne et les résultats de son Attempt to ascertain the Order in which the Plays of Shakespeare were written (1778 ; littéralement « tentative d'établissement de l'ordre dans lequel les pièces de Shakespeare ont été écrites »), première chronologie de l'œuvre de Shakespeare, sont encore largement acceptés de nos jours. À ce premier ouvrage succèdent trois suppléments (1780–1783) à l'édition de George Steevens et de Samuel Johnson des Pièces de William Shakespeare (The Plays of William Shakespeare, 1765) : Malone y traite du théâtre de l'ère élisabéthaine, étudie des pièces apocryphes (dont on doute que Shakespeare soit l'auteur) et procède à des corrections textuelles.
Son refus de retoucher certaines de ses notes sur l'édition de Isaac Reed en 1785, qui ne concordent pas avec celles de Steevens, résulte en un différend entre Malone et ce dernier.
Malone consacre les sept années suivantes à la rédaction de sa propre édition de Shakespeare en onze volumes, qui paraît en 1790, ainsi qu'à l'étude de l'authenticité de la trilogie Henri VI. Son travail d'édition est louangé par Edmund Burke, critiqué par Horace Walpole et condamné par Joseph Ritson.
Son ouvrage Historical Account of the Rise and Progress of the English Stage, and of the Economy and Usages of the Ancient Theatres in England (1800 ; « Compte rendu Historique de la Naissance et du Progrès du Théâtre Anglais, et de l'Économie et des Usages des Anciens Théâtres en Angleterre ») est le premier traité du théâtre anglais basé sur des sources originales. Son édition de l'œuvre de John Dryden (1800) accompagné d'un mémoire, est un monument à son assiduité et à sa précision. En 1801, l'Université de Dublin fait de lui un Doctor of Laws (LL.D).
Au moment de sa mort, Malone travaille sur une nouvelle édition in-octavo de Shakespeare et la laisse, inachevée, au jeune James Boswell qui la complète et la publie en 1821 en 21 volumes (connue sous le nom de Third Variorum edition). L'ouvrage, accompagné d'un mémoire de Malone, est reconnu comme l'édition standard des travaux de Shakespeare pendant plus d'un siècle. Lord Sunderlin (1738 - 1816) présenta une grande partie des livres de Edmond Malone à la Bibliothèque bodléienne, qui acheta par la suite nombre de ses notes manuscrites et de ses correspondances ; le British Museum possède également certaines de ses lettres et sa copie annotée du Dictionnaire de Johnson.

## Chronologie de l'œuvre
- 1778 : Attempt to ascertain the Order in which the Plays of Shakespeare were written
- 1780 - 1783: trois suppléments à l'édition de Shakespeare de Steevens et Johnson
- 1787 : mémoire sur la trilogie Henri VI
- 1790 : œuvre de Shakespeare, onze volumes
- 1798 : collection posthume de Joshua Reynolds
- 1800 : Historical Account of the Rise and Progress of the English Stage, and of the Economy and Usages of the Ancient Theatres in England
- 1821 (posthume) : Third Variorum edition, la vie de Shakespeare, 21 volumes

## Sources
- Onzième édition de Encyclopædia Britannica
- A Short Biographical Dictionary of English Literature (en)